# 羊楼司站
羊楼司站是一个京广线上已被撤销的铁路车站，位于湖南省临湘市羊楼司镇，建于1917年，撤销前为四等站，邮政编码为414307。
2016年6月2日，由中国通号（长沙）轨道公司承建的京广线羊楼司、麻塘中间站关闭通信信号等相关改造顺利竣工 ，这标志着羊楼司站被正式关闭。